# Williams FW26
El Williams FW26, apodado «morro de morsa», fue un monoplaza de Fórmula 1 diseñado y fabricado por Williams para la temporada 2004. El equipo de diseño fue dirigido por Patrick Head, Gavin Fisher y Antonia Terzi. Fue conducido por Ralf Schumacher y Juan Pablo Montoya y resultó ser uno de los autos más llamativos de la temporada. El FW26 estaba propulsado por un motor BMW 3.0 V10, uno de los más potentes de la F1 en ese momento.

## Temporada 2004
Los monoplazas fueron pilotados por el alemán Ralf Schumacher y el colombiano Juan Pablo Montoya. El FW26 fue propulsado por un motor BMW V10 de 3.0 litros. En su aspecto, destacaba un alerón delantero apodado «morro de morsa».
El FW26 fue más rápido durante la pretemporada, pero durante la primera parte de la temporada demostró que era difícil de preparar y fue inconsistente, con Montoya y Schumacher luchando por maximizar el rendimiento del coche. El auto fue eclipsado por los BAR y Renault de su tiempo, como también del F2004 diseñado por Byrne/Brawn, que lideró casi toda la temporada.
El equipo rediseñó la parte frontal para el Gran Premio de Hungría, con un morro más convencional. Esto ayudó a devolver competitividad y darle un impulso a Montoya, que terminó la temporada con una victoria en Brasil. El equipo terminó cuarto en el campeonato de constructores, solo detrás de Renault, siendo su peor temporada 2019. Ambos pilotos salieron del equipo al final de la temporada. El reemplazo para la siguiente temporada, el Williams FW27, fue diseñado para ser un vehículo mucho más convencional.

## Resultados

### Fórmula 1
(Clave) (negrita indica pole position) (cursiva indica vuelta rápida)

| Año     | Motor          | Neu. | N.º | Pilotos            | 1   | 2   | 3   | 4   | 5   | 6   | 7   | 8   | 9   | 10  | 11  | 12  | 13  | 14  | 15  | 16  | 17  | 18  | Puntos | Pos. |
| ------- | -------------- | ---- | --- | ------------------ | --- | --- | --- | --- | --- | --- | --- | --- | --- | --- | --- | --- | --- | --- | --- | --- | --- | --- | ------ | ---- |
| 2004    | BMW 2998cc V10 | M    |     |                    | AUS | MYS | BHR | SMR | ESP | MON | EUR | CAN | USA | FRA | GBR | GER | HUN | BEL | ITA | CHN | JPN | BRA | 88     | 4.º  |
| 2004    | BMW 2998cc V10 | M    | 3   | Juan Pablo Montoya | 5   | 2   | 13  | 3   | Ret | 4   | 8   | DSQ | DSQ | 8   | 5   | 5   | 4   | Ret | 5   | 5   | 7   | 1   | 88     | 4.º  |
| 2004    | BMW 2998cc V10 | M    | 4   | Ralf Schumacher    | 4   | Ret | 7   | 7   | 6   | 10  | Ret | DSQ | Ret |     |     |     |     |     |     | Ret | 2   | 5   | 88     | 4.º  |
| 2004    | BMW 2998cc V10 | M    | 4   | Marc Gené          |     |     |     |     |     |     |     |     |     | 10  | 12  |     |     |     |     |     |     |     | 88     | 4.º  |
| 2004    | BMW 2998cc V10 | M    | 4   | Antônio Pizzonia   |     |     |     |     |     |     |     |     |     |     |     | 7   | 7   | Ret | 7   |     |     |     | 88     | 4.º  |
| Fuente: |                |      |     |                    |     |     |     |     |     |     |     |     |     |     |     |     |     |     |     |     |     |     |        |      |